# Shin Hyeon-hwak

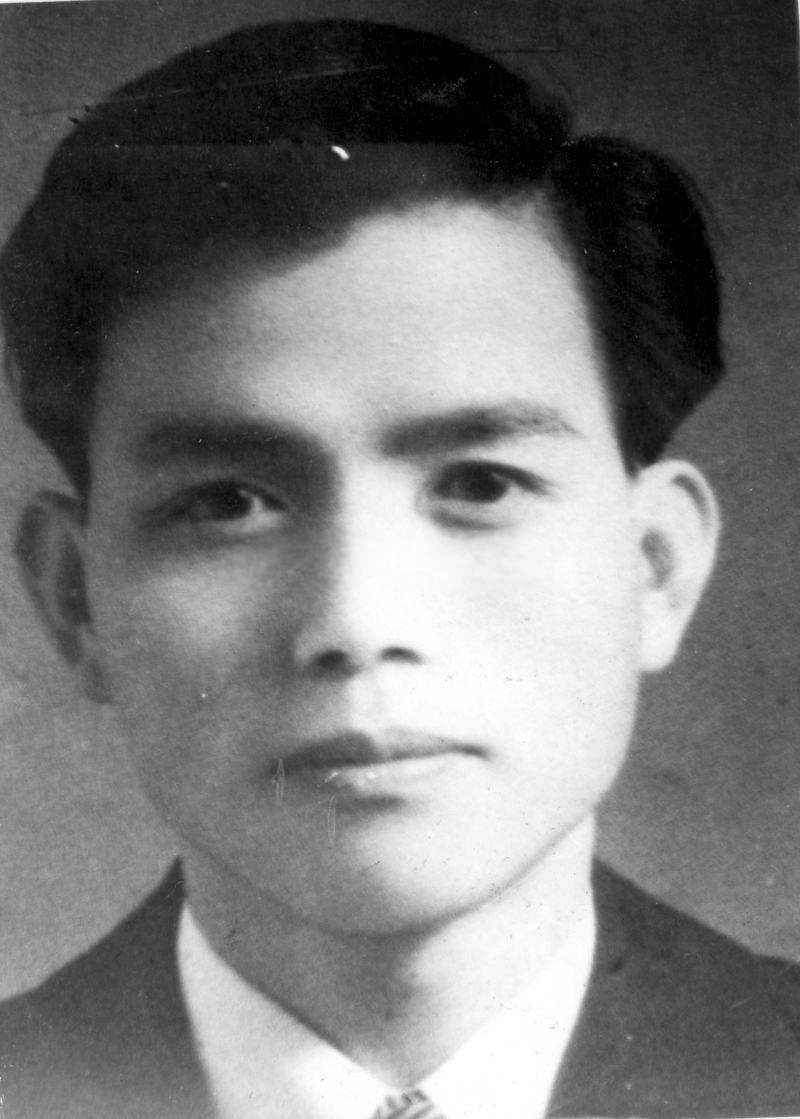
Shin Hyeon-hwak (1957)

Shin Hyeon-hwak (* 29. Oktober 1920 in Shitsukoku, Provinz Keishō-hokudō, damaliges Japanisches Kaiserreich, heutiges Südkorea; † 26. April 2007 in Seoul, Südkorea) war ein südkoreanischer Politiker und Manager.

## Biografie
Nach dem Schulbesuch begann er 1938 ein Studium in Keijō an der Kaiserlichen Universität Keijō, das er 1943 beendete. Während der Amtszeit von Präsident Rhee Syng-man war er zwischen 1959 und 1960 Minister für den Wiederaufbau.
1973 wurde er als Kandidat der damals regierenden Demokratischen Republikanischen Partei (DRP) von Präsident Park Chung-hee zum Abgeordneten der Nationalversammlung (Gukhoe) gewählt. 1975 wurde er von Präsident Park zum Minister für Gesundheit und soziale Angelegenheiten im Kabinett von Premierminister Choi Kyu-ha berufen. Nach einer Kabinettsumbildung wurde er 1978 Stellvertretender Premierminister und Minister für Wirtschaftsplanung. 1979 wurde er als Vertreter der DRP wieder zum Abgeordneten der Nationalversammlung gewählt.
Nach der Ermordung von Park wurde er am 12. Dezember 1979 schließlich selbst Premierminister, nachdem Choi als Nachfolger Parks neuer Präsident Südkoreas wurde. Das Amt des Premierministers übte er bis zum Amtsantritt von General Chun Doo-hwan am 22. Mai 1980 aus. Im Anschluss ging Shin in die Privatwirtschaft und wurde Manager bei der Samsung Group, dem größten Mischkonzern (Jaebeol) des Landes. Dort war er zuletzt von 1986 bis 1991 Vorstandsvorsitzender der Samsung C&T Corporation, des Handels- und Baubereichs des Konzerns.